# Họ Cá lìm kìm
Họ Cá lìm kìm, danh pháp khoa học Zenarchopteridae, là một họ trong bộ Beloniformes. Zenarchopteridae phô bày dị hình lưỡng tính mạnh, thường thụ tinh trong, và trong một số trường hợp thì đẻ trứng thai hay đẻ con. Trong khi chúng có thể được tìm thấy trong nước ngọt, nước lợ và biển, bốn chi (Dermogenys, Hemirhamphodon, Nomorhamphus, và Tondanichthys) được chỉ sống nước ngọt và một số, chẳng hạn như cá lìm kìm đấu vật, đã trở thành phổ biến loài cá cảnh phổ biến.

## Hình ảnh

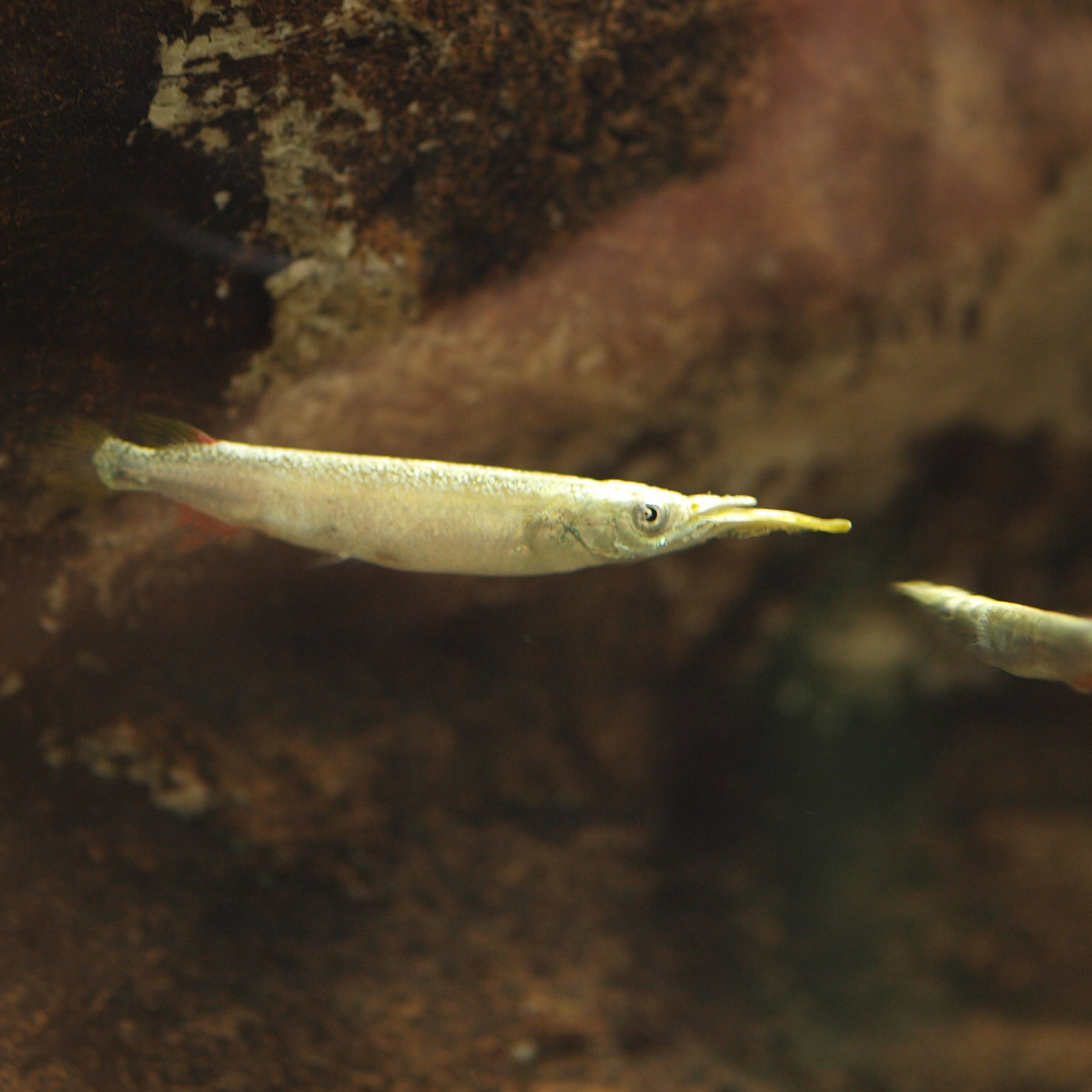
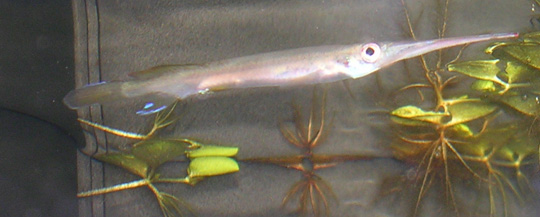